# بادرنجبویه دنائی
بادرنجبویه دنائی (نام علمی: Dracocephalum kotschyi ) نام یک گونه از سردهٔ بادرنجبویه است.